# Thập niên 330
Thập niên 330 hay thập kỷ 330 chỉ đến những năm từ 330 đến 339.